# Libušín
Libušín (en allemand : Libuschin) est une ville du district de Kladno, dans la région de Bohême-Centrale, en Tchéquie. Sa population s'élevait à 3 588 habitants en 2024.

## Géographie
Libušín se trouve à 5 km au nord-ouest du centre de Kladno et à 30 km à l'ouest-nord-ouest de Prague.
La commune est limitée par Svinařov et Třebichovice au nord, par Vinařice à l'est, par Kladno et Tuchlovice au sud, et par Kačice et Smečno à l'ouest.

## Histoire
La première mention écrite de la localité date de 1050.

## Personnalités liées à la ville
- Libuše ou Libussa (VIIIe siècle), ancêtre mythique de la dynastie des Přemyslides, qui aurait formulé des prophéties depuis son château à Libušín ;
- Jiří Pauer (1919-2007), compositeur de musique classique, né à Libušín ;
- Zdeněk Liška (1922-1983), compositeur de musiques de films, né à Libušín.